# Camilo Saíz
Juan Camilo Saíz, de son nom como complet Juan Camilo Saiz Ortegón, né le 1er mars 1992 à Espinal en Colombie, est un footballeur colombien. Il évolue au poste de défenseur central avec le Riga FC.

## Biographie

### En club
Avec le club de l'Independiente Medellín, il participe à la Copa Libertadores et à la Copa Sudamericana.

### En équipe nationale
Avec les moins de 17 ans, il participe à la Coupe du monde des moins de 17 ans en 2009. Lors du mondial junior, il joue sept matchs. La Colombie se classe quatrième du mondial.